# الحريشة (عنابة)
الحريشة حي أو منطقة تابع إداريا لبلدية الحجار بولاية عنابة.

## وصف
و هي منطقة فلاحية تقع بمدينة عنابة وتحديدا في الجهة الجنوبية منها على بعد 23 كلم من مقر الولاية وعلى بعد 11 كلم عن مقر البلدية الحجار على مشارف الطريق الرابط بين ولايتي عنابة وقالمة، تبلغ مساعتها حوالي 0.28 كلم2.
تعتبر المنطقة فلاحية بتوسطها مساحات شاسعة من الأراضي الزراعية، تعد من أكبر المناطق إنتاجا للطماطم، يبلغ عدد سكان الحريشة حوالي 8000 ساكن(إحصاء سنة 2013).[بحاجة لمصدر]